# Topčidersko brdo

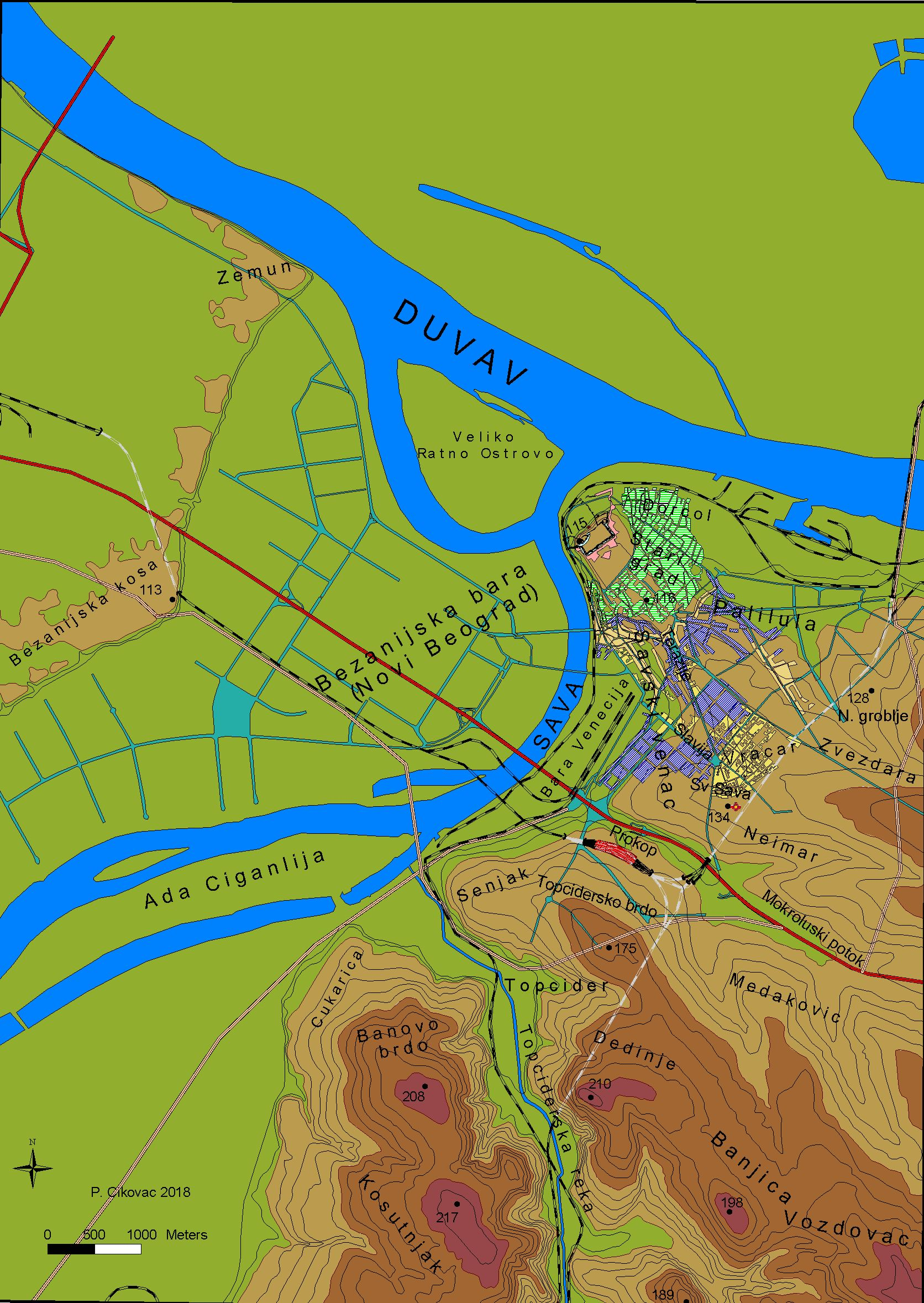
Der Topčiderer Hügel im Stadtgebiet Belgrads

Topčidersko brdo (serb. Топчидерско Брдо) ist eine Landmarke und Ortsteil Belgrads im Bezirk Savski Venac. Das durch Residenzialkomplexe der Villen auf dem Dedinje und Senjak sowie der Königsschlösser ausgezeichnete Wohn- und Waldviertel diente ehemals auch als Residenz der serbischen Fürsten und Könige, jugoslawischen Monarchen, dem kommunistischen jugoslawischen Staatspräsidenten Tito, sowie im Folgenden den jugoslawischen und serbischen Präsidenten. In der Vila Mir werden die wichtigsten Staatsgäste des Präsidenten Serbiens empfangen. Am Fuße des Topčidersko brdo liegt der neue Belgrader Hauptbahnhof der anstelle der ehemaligen Armutssiedlung Jatagan mala errichtet wurde. Im Tal der Topčiderska reka der Bahnhof Topčider, ehemaliger Empfangsbahnhof des Hochadels sowie Repräsentationsbahnhof bei Staatsempfängen.

## Lage
Topčidersko brdo (von türkisch und persisch topcuk in der Bedeutung Kanonen-Hügel) liegt 4 km südlich des Stadtzentrums, mit dem es durch die Knez Miloš ul. direkt verbunden ist. Hauptstraße des Topčidersko brdo ist der Bulevar Vojvoda Putnik östlich der Topčiderska zvezda. Der westliche Hang des Topčidersko brdo zur Save bildet den Ortsteil Senjak, der nördliche zum Mokroluški potok fallende Hang zum Ortsteil Dedinje. Der Einschnitt des Mokroluški potoks bildet die Grenze zum Vračar. Die Siedlungsgebiete im Mokroluški potok bildeten vom Ersen Weltkrieg bis in die 1960er Jahre ein informelles Armutsviertel. Hier stand bis zum Zweiten Weltkrieg die Roma-Armutssiedlung Jatagan mala in der bis zu 6000 Menschen lebten. Mit dem Bau der Gazela-Brücke sowie der Einrichtung der Mostarska-petlja Straßenkreuzung wurde das Armutsgebiet aufgelassen. Ab den 1970er Jahren wurde dazu mit den konkreten Planungen für den neuen Belgrader Hauptbahnhof begonnen. Dieser war an dieser Stelle schon in den 1920er Jahren als Jatagan mala Bahnhof in der generellen Stadtregulierung Belgrads vorgesehen gewesen. Als letzter Teil der informellen Siedlungen des Ortsteils ist das Maleško brdo erhalten, das an den Bahnhof Prokop grenzt.
Am nordwestlichen Hang erstreckt sich der Hyde Park genannte weitläufige, baumbestandene Park. Dieser grenzt an den umzäunten Bereich der ehemaligen Tito-Residenz mit dem heutigen Museum der Geschichte Jugoslawiens. Nach Süden wird das Topčidersko brdo durch die Kasernen der Garde sowie die beiden Königsschlösser geprägt. An Stelle des Alten Maršalats, das während der Bombardierung durch die NATO 1999 zerstört wurde, steht heute die Botschaft der Vereinigten Staaten von Amerika, die nach den Protesten 2008 aus dem Stadtzentrum Belgrads, hierher verlegt wurde. Nach Westen begrenzt die Topčiderska reka den Ortsteil. Hierin verläuft die Hauptstrecke der serbischen Eisenbahnen zu Adria, dem Ägäischen Meer sowie zum Schwarzmeer. Am Fuße des Topčicersko brdo liegt der Milošev konak, die Residenz Fürst Miloš Obrenovićs sowie der Lokomotivschuppen des Plavi voz, des ehemalig von Tito genutzten Staatszuges der SFRJ.

## Geologie und Geomorphologie
Geologisch dominieren neogene Sedimente – sarmatische Kalksteine, Mergel sowie merglige Tonsteine. Den nordwestlichen sowie westlichen Hang nehmen kreidezeitliche gebankte Kalke ein. Die Flusseinschnitte im Mokroluški potok sowie der Topčiderska reka bilden Alluvionen. Ein Teil des Topčiderer Parks wird durch kreidezeitliche Sandsteine und Kalkarenite aufgebaut. Der Ortsteil wird durch den NNW-SSO streichenden abgerundeten Kamm des Topčiderer Hügels sowie im Dedinje geprägt. Ein erster deutlicher Anstieg von Norden erfolgt von 80 m im Mokrolusker Bach (heute kapitiert) wo sich heute die Stadtautobahn findet zur Höhenmarke des eigentlichen Topčiderer Hügels auf 178 m ü.NN. sowie einem flacheren Anstieg zum Dedinjer Hügel auf 210 m ü.NN. Durch den Kamm verläuft der Topčiderer-Tunnel, der in Folge des Belgrader Eisenbahnknotens angelegt wurde.

## Geschichte

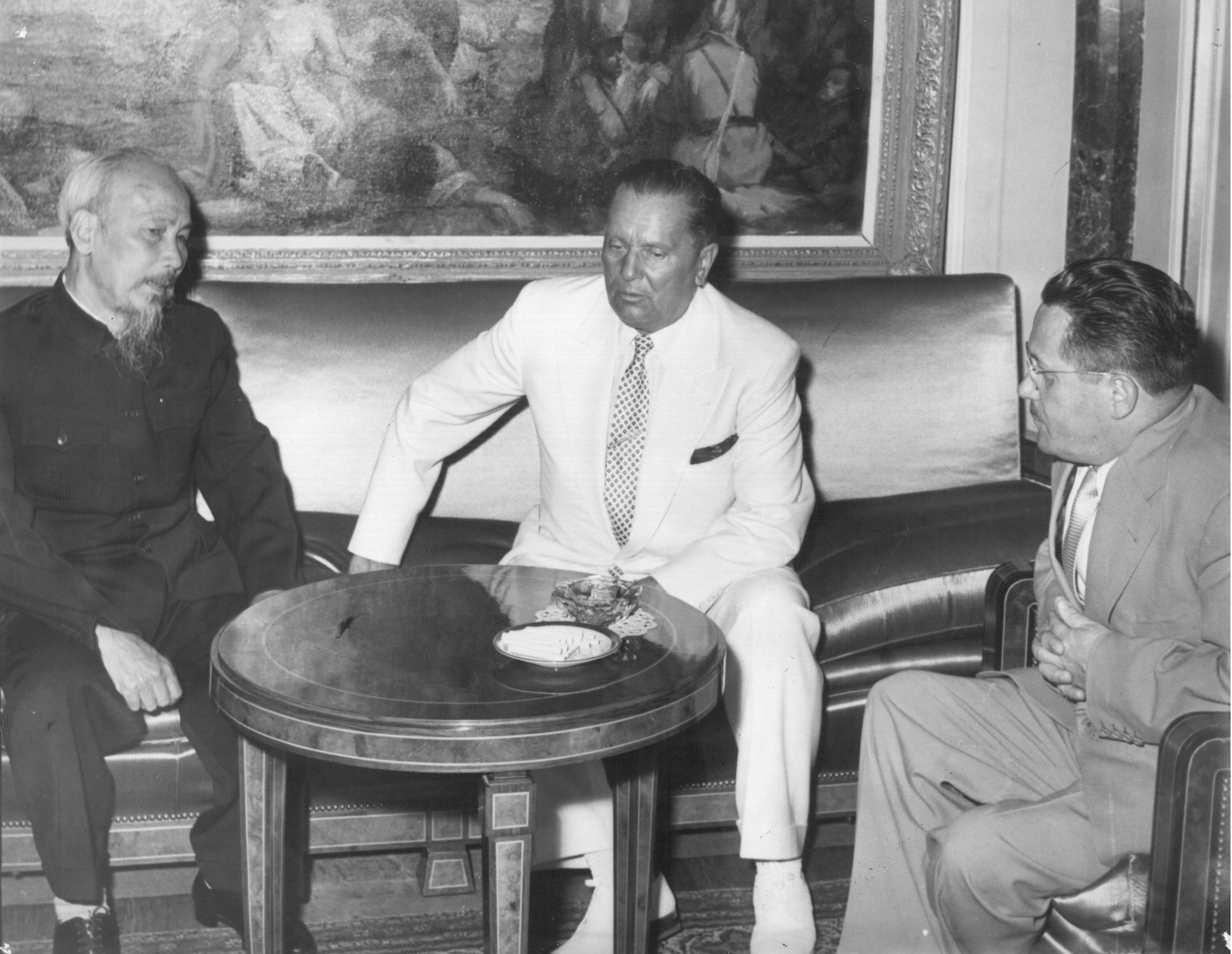
Empfang Ho Chi Minh durch Tito im Beli dvor 1957

Als Serbien in der ersten Hälfte des 19. Jahrhunderts unter Miloš Obrenović autonomes Fürstentum, jedoch unter Kuratel des osmanischen Paschas in Belgrad und Smederevo stehend, wurde, so entstand neben der eigentlichen Residenz in Kragujevac eine ebensolche in Belgrad. Da neben der osmanischen Militärbesatzung der Festung, Belgrad auch eine überwiegend muslimische Einwohnerschaft besaß, verlegte Miloš Obrenović im Unterschied zur Fürstin Ljubica, die sich ihren Konak (Konak der Fürstin Ljubica) im serbischen Viertel Belgrads errichten ließ, an einen Standort außerhalb der Belgrader Schanze. In Topčider entstand der Konak des Fürsten Miloš sowie der Park von Topčider, der sich schnell in ein beliebtes Ausflugsziel der Belgrader verwandelt. Der linksseitig der Topčiderska reka liegende Hügel Košutnjak war Jagdrevier der Aristokratie, welche Funktion er bis zu Anfang des 20. Jahrhunderts beibehielt. Nachdem die Dynastie Obrenović 1903 verdrängt wurde, gründete König Alexander I. als Vertreter der Karađorđe Dynastie auf dem ein Schloss-Ensemble, die zum Aufstieg des Dedinje zum Nobelviertel Belgrads beitrugen: das Königsschloss („Kraljevski dvor“) sowie das Weiße Schloss („Beli dvor“). In der Vila Užička 15 (Villa der Familie Acović), die vor dem Weltkrieg einen der sichersten Luftschutzkeller besaß, wurde im Zweiten Weltkrieg die erste Regierungssitzung unter General Dušan Simović abgehalten. Auch Alexander Löhr richtete 1941 als Statthalter Serbiens während der deutschen Besatzung in der Vila Užička 15 seine Residenz ein, die Armeeführung der Partisanen bezog hier im Oktober 1944 nach der Belgrader Operation ihren Stab, wie auch Tito seit dem 23. Oktober 1944 hier offiziell residierte. Tito konfiszierte sowohl Königsschlösser als auch die Vila Užička 15 die Zentren seiner politischen Herrschaft in Jugoslawien wurden. So entstand um die ehemalige Vila Acović die „Verbotene Stadt Belgrads“ mit den gesondert abgesicherten Villen-Komplexen der Užička 11-15. Zu Titos 60. Geburtstag schenkte ihm die Republik Slowenien eine aus Lärchenholz gebaute Jagdhütte. Als persönliche Residenzen Titos fanden in der Užička 15 und insbesondere im Beli Dvor die bedeutendsten Staatsempfänge Jugoslawiens statt. Am unteren Hang entstand in den 1960er Jahren das Museum 25. Mai, heute das Museum der Geschichte Jugoslawiens. 1979 wurde im Komplex als letztes Gebäude die die Vila Mir errichtet, in die Tito durch seinen sich stark verschlechterten Gesundheitszustand jedoch nicht mehr einzog. Nach dem Tod Titos wurde dieser auf seinem Wunsch hin auf dem Gelände seiner Residenz im sogenannten Haus der Blumen („Kuća cveča“) beerdigt.
Ab 1992 übernahm Slobodan Milošević die Residenzen Titos, seit 1996 diente die Vila Mir als offizieller Amtssitz des Präsidenten Jugoslawiens, die Užička 15. bildete nach der Renovierung 1997 den Amtssitz Miloševićs. Bei einem Bombenabwurf 1999 auf die Wohnung Miloševićs in der Užička 15 wurde ein gescheiterter Versuch die Staatsführung der Bundesrepublik Jugoslawien zu liquidieren, durch die NATO unternommen. Milošević lebte seitdem von 1999 bis zur Auslieferung an das Kriegsverbrechertribunal in Den Haag am 28. Juni 2002 in der Vila Mir. Selbige ist heute repräsentatives Empfangsgebäude Serbiens. Unter anderen wurden hier Joe Biden, Sergei Lawrow, Xi Jinping sowie Angela Merkel empfangen.
Nach dem Ersten Weltkrieg bis 1957 bildete Topčidersko brdo eine Gemeinde Belgrads. Seit 1957 wurde der Stadtteil zusammen mit Savski Venac und Zapadni Vračar zur Gemeinde Savski Venac zusammengeschlossen.